# ママ・オクリョ
ママ・オクリョ（Mama Ocllo）は、インカ神話における地母神、豊穣の女神。ある伝説では、彼女はインティとママ・キリャの娘であり、別の伝説では、ビラコチャとママ・コチャの娘だった。それらのいずれの場合でも、彼女はマンコ・カパックの姉かつ妻であり:28–36、クスコの街を創設した。彼女はマンコ・カパックとの間に息子のシンチ・ロカを産んだが、それ以降の全てのインカの支配者は、彼らの子孫であると信じられていた。